# Иван Зафред
Иван Зафред „Мића Словенац“ (Стара Сушица, код Постојне, 19. децембар 1908 — Сопот, код Београда, 3. јун 1943), учесник Народноослободилачке борбе и народни херој Југославије.

## Биографија
Рођен је 1908. године у Старој Сушици код Постојне. До почетка Другог светског рата 1941, радио је као металски радник.
До 1923. године живео је у Јулијској крајини, када је због фашистичких притисака и застрашивања Словенаца, емигрирао у Краљевину СХС. Чланом Комунистичке партије Југославије постао је 1938. године. Учествовао је у бројним акцијама организација радничког покрета. Тако је 1939. учествовао у организовању штрајка у фабрици антимона код Ивањице, а 1940. године у диверзијама у бродоградилишту на Чукарици.
По почетку устанка у Србији 1941, ступио је у Космајски партизански одред. Брзо се истакао у борбама, па је 1942. године био постављен за командира Друге чете Космајског НОП одреда.
Учествовао је у нападу Првог шумадијског одреда на Белановицу када је упао у жандармеријску станицу и побио жандаре у приземљу. У борби на Чумићу, сам се привукао жандармеријској станици и запалио ју. У јеку немачке офанзиве на Шумадију 1942, налазио се, као командир чете, са својим борцима у Даросави. Након ненаданог немачког напада, Зафред је сам убио два немачка официра и запленио њихово оружје. Ово је подстакло чету да с успехом пробије непријатељски обруч.
Српска државна стража напала је 3. јуна 1943. под Космајем, између села Дучине и Рогача (код Сопота), Зафредову чету. Он је покренуо напад, тако да су борци нанели велике губитке непријатељу, али је сам погинуо током борбе.
Указом председника Федеративне Народне Републике Југославије Јосипа Броза Тита, 8. октобра 1953. године, проглашен је за народног хероја.
Његово име данас носи школа у Долњим Кошанима, а на њој се налази и спомен-плоча.